# Ingo Grausam
Ingo Grausam es un deportista alemán que compitió en esgrima, especialista en la modalidad de espada. Ganó una medalla de oro en el Campeonato Europeo de Esgrima de 1991, en la prueba por equipos.

## Palmarés internacional
| Campeonato Europeo | Campeonato Europeo | Campeonato Europeo | Campeonato Europeo |
| Año                | Lugar              | Medalla            | Prueba             |
| ------------------ | ------------------ | ------------------ | ------------------ |
| 1991               | Viena (Austria)    | Medalla de oro     | Espada por equipos |